# Fakulta podnikatelská Vysokého učení technického v Brně
Fakulta podnikatelská Vysokého učení technického v Brně zahájila svou činnost v červenci roku 1993. Studenti zde mohou získat bakalářský, magisterský nebo doktorský titul. Nabízí také studium v programech celoživotního vzdělávání a programech MBA. Od roku 2024 je děkanem fakulty Stanislav Škapa.
Škola vyučuje budoucí ekonomy a manažery.

## Sídlo
Fakulta sídlí v budově v areálu Pod Palackého vrchem.